# Pedro Gonzales
Pedro Gonzales, ou Petrus Gonsalvus, né vers 1537 à Tenerife dans les îles Canaries, mort vers 1618 à Capodimonte, est le premier cas connu d'hypertrichose (ou hypertrichosis lanuginosa).

## Biographie
L'hypertrichose (ou hypertrichosis lanuginosa), maladie congénitale rarissime qui se caractérise par un développement anormalement important du système pileux, lui valut le surnom de « sauvage » au début de sa vie.

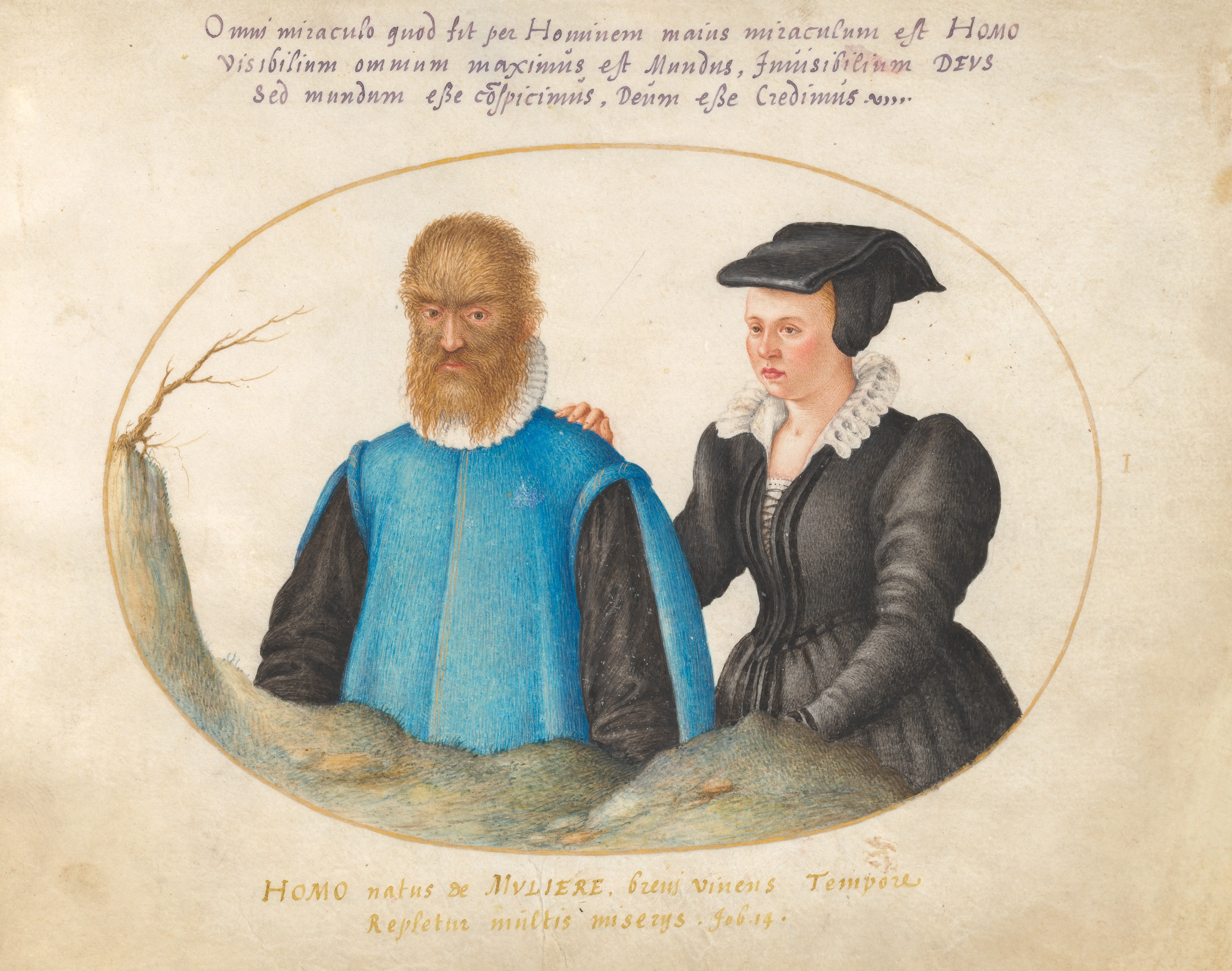
Petrus Gonsalvus (Pedro Gonzales) et son épouse Catherine par Joris Hoefnagel (vers 1575-1780).

En raison de ses caractéristiques particulières, Pedro Gonzales est offert à l'âge de 10 ans au roi Henri II de France. Celui-ci devient son protecteur et lui fait donner une excellente éducation par les précepteurs royaux Pierre Danes, Jacques Amyot et Robert Estienne. Cela va permettre au « sauvage du Roi », de devenir au cours des décennies suivantes l'un des lettrés les plus fréquentés de Paris.
Peu avant 1572, Pedro Gonzales se marie à Catherine Raffelin. Le couple aura sept enfants, dont certains hériteront de la maladie de leur père. Tognina sera la première à être scientifiquement examinée et suivie pour cette tare (notamment par le savant italien Ulisse Aldrovandi).
Après la mort en 1589 de Catherine de Médicis (devenue leur protectrice depuis la disparition d'Henri II), la famille tombe en disgrâce à la cour de France. Ils cherchent alors d'autres protecteurs et en 1591 ils sont admis à la cour des Farnèse à Parme.
Pedro Gonzales meurt vers 1618 à Capodimonte, près du lac de Bolsena.

## Compléments
Dans la Chambre d'Art et cabinet de curiosités du château d'Ambras (collection créée par  Ferdinand II d'Autriche), au côté du célèbre portrait de Vlad Tepes, une série de quatre tableaux représentent Petrus Gonsalve avec plusieurs de ses enfants ainsi que son plus célèbre portrait.
Le mariage de Petrus Gonsalve avec Catherine a vraisemblablement inspiré le conte La Belle et la Bête,.